# Monestir de Cârța
El monestir de Cârța era a l'edat mitjana un assentament monàstic cistercenc de la terra de Făgăraș, una branca de l'abadia d'Igriș.
L'establiment del monestir de Cârța fou datat el 1202, en tot cas durant el regnat del rei Emeric. Més tard, el rei Andreu II d'Hongria va proporcionar certs privilegis per a aquest assentament. El rei Matthias Corvinus va abolir el monestir el 27 de febrer de 1474 i va transferir els seus béns a l'Església de la Preposició de Sibiu. Tot el monestir es troba en estat de ruïna, fins ara només una capella era utilitzada per la comunitat evangèlica saxona. El monestir cistercenc Cârța va tenir un paper important tant en la història política, econòmica i cultural de la Transsilvània medieval, com en la introducció i difusió de l'art gòtic a l'espai intracarpàtic.

## Classificació del conjunt
El conjunt arquitectònic figura a la llista de monuments històrics del 2010, cod LMI SB-II-aA-12348, amb els objectius següents:
- cod LMI SB-II-m-A-12348.01 - Biserica evanghelică, secolul al XIV-lea, secolul al XIII-lea, transformată în secolul al XV-lea;
- cod LMI SB-II-m-A-12348.02 - Fațada vestică a bisericii fostei mănăstiri, începutul secolului al XIV-lea - a doua jumătate a secolului al XV-lea;
- cod LMI SB-II-m-A-12348.03 - Cloașter (parțial și în substrucțiile casei parohiale evanghelice), secolul XIII-XVI.

## La història de l'assentament monàstic
Monestir de Cârța (en latină monasterium beatae Mariae virginis a Candelis de Kerch) va ser fundada a principis del segle XIII per monjos cistercencs. L'aparició dels cistercencs a Cârța està relacionada amb els matrimonis dels reis arpadians. Durant el regnat de Geza II, es va establir l'abadia de Czikador a Hongria, després, el 1179, la d'Igriș. A diferència de l'abadia d'Igriș, el monestir cistercenc de Cârța va aconseguir recuperar-se després de la gran invasió dels tàrtars el 1241, però va ser abolit per decisió del rei Matias Corvin, el 27 de febrer de 1474.
No es coneix exactament la data exacta de la fundació del monestir de Cârța. Honori III va esmentar el monestir en un document emès el 1225. Un altre document, emès a Constança, el 17 d'abril de 1418, pel rei  Segimon I d'Hongria (1387-1437) esmenta que l'abadia va ser fundada, construïda i dotada de drets i privilegis pels seus predecessors. La qualitat de la fundació reial hongaresa també resulta de l'acte de la seva abolició, el 27 de febrer de 1474, dut a terme "ex auctoritate juris patronatus regii" per Matia Corvin (1458-1490). Fonts escrites dels segles xiii - xv, procedents de l'ambient de l'ordre cistercenc -recollides i processades per Leopold Janauschek- daten de la fundació del monestir de Cârța entre 1202-1203. El llibre es va incloure al número 539 com a número de sèrie després de Janauschek.

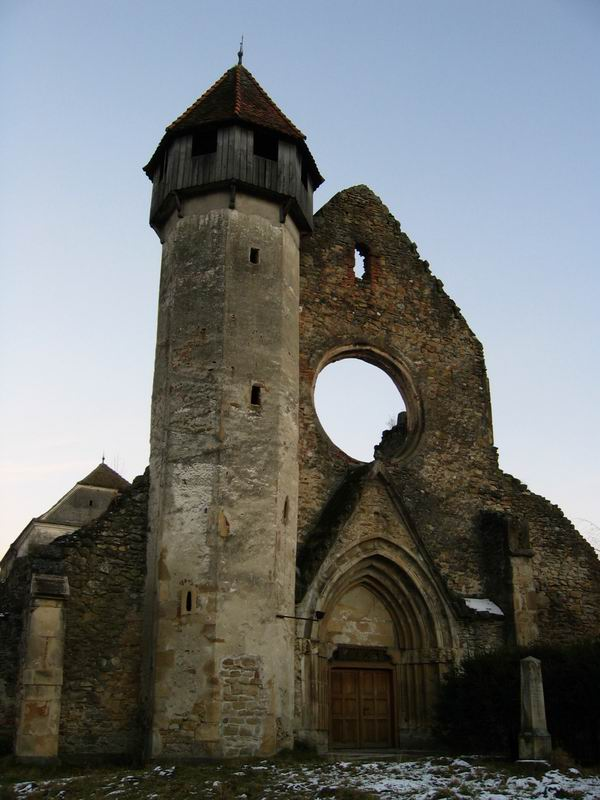
La torre i l'antiga façana.

La datació relativament exacta de la fundació d'aquest monestir cistercenc és facilitada per un document emès a la cancelleria reial hongaresa el 1223. Del text d'aquest diploma reial resulta que el territori, sobre el qual es va fundar i construir l'abadia de Cârța, delimitat pel riu Olt al nord, el riu Arpaș a l'est, el riu Cârțișoara a l'oest i els Carpats del Sud (Muntanyes Făgăraș) al sud, fou donat pel rei Andreu II d'Hongria (1205-1235), per a la salvació de la seva ànima, a través de Benet, quan era voivode de Transsilvània (pro remedio animae nostre per fidelem ac dilectum nostrum Benedictum tunc temporis vaivodam assignari facientes). O bé, aquest Benet va ser voivoda de Transsilvània entre els anys 1202-1206 i 1208-1209. La troballa permet datar la fundació entre els anys 1202-1209.
La quantitat de temps que pot consumir l'acte fundacional del monestir es pot reduir encara més quan es fa servir la informació de l'estatut 21 de rendició general de l'ordre cistercenc el 1206. En aquesta ocasió, es confirma la presència d'un abat cistercenc de Cârța (abbas ultra Sylvas a Hongria, filius abbatis de Egris) a l'abadia de Cîteaux, a Borgonya, l'abadia mare de l'ordre cistercenc. Corroborant els significats d'aquesta informació històrica, es pot veure que el monestir de Cârța va ser fundat pel rei Andreu II (1205-1235) entre el 29 de maig de 1205 i el 14 de setembre de 1206, respectivament, entre el 29 de maig de 1205 - el dia Andreu II al tron d'Hongria - i el 14 de setembre de 1206, data en què es capitula l'obra general de l'ordre cistercenc, és documentat el primer delicte del llibre. El convent colonitzador establert a Cârța provenia de l'abadia mare Igriș, de la plana del Banat. Les relacions de filiació entre els dos monestirs es documenten els anys 1206, 1368 i 1430.

## Història de la construcció

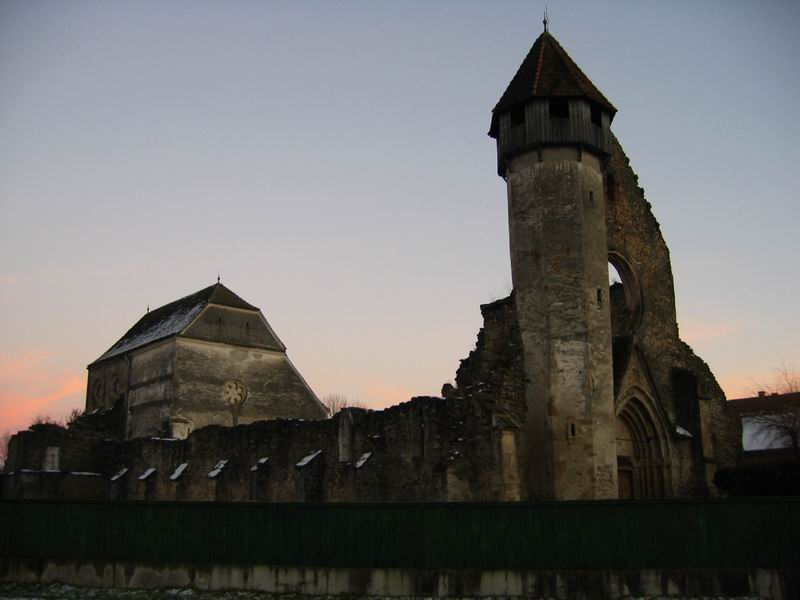
Monestir de Cârța

Els primers edificis del monestir es van erigir, segons els costums de l'ordre cistercenc, a partir de materials peribles, probablement de fusta. Es poden datar amb relativa seguretat entre els anys 1205-1206. Uns anys més tard, devers 1210-1215, a la rodalia immediata de les clarianes temporals de fusta, es va construir una capella de pedra, l'anomenat oratori. Els fonaments d'aquesta capella, amb petites dimensions (aproximadament 8-10 m) i parets massives, es van posar de manifest a la primavera de 1927, a través de les investigacions arqueològiques de l'historiador de l'art i arqueòleg Victor Roth. La seva presència va ser confirmada per les investigacions arqueològiques realitzades entre els anys 1983-1985.

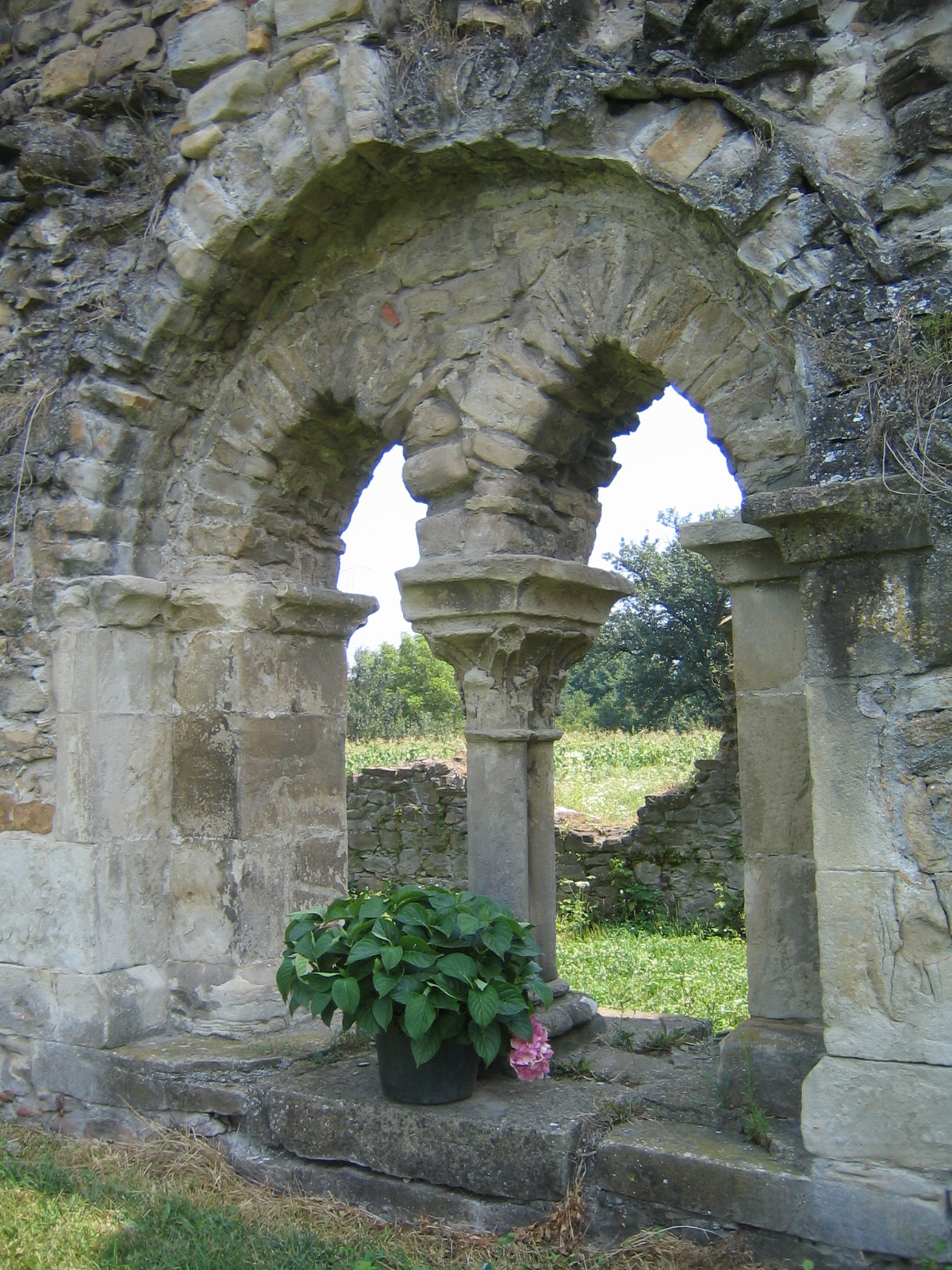
Detall de les ruïnes dels annexos del monestir

La construcció en pedra del monestir va començar una mica més tard, als anys vint, a tot tardar cap al 1230. La construcció del monestir es va dur a terme en dues fases principals d'execució, intercalades cronològicament per la gran invasió tàrtara de 1241. A la primera fase de la construcció, que presenta trets estilístics tributaris del romànic tardà, es va dibuixar el pla general del monestir. Es van elevar les parets que delimitaven el pati interior a una alçada d'uns 3-4 m per sobre del nivell de planxa contemporani. Estilísticament, l'edifici està relacionat amb el monestir de Walkenried a la Baixa Saxònia i el monestir de Pannonhalma a Hongria (tots dos a la llista del patrimoni mundial de la UNESCO).
El 1260, després del període de cesària provocat per la invasió mongola a la primavera de 1241, es la construcció es va reprendre sota la direcció d'un nou arquitecte, format en l'ambient del gòtic madur i amb la contribució d'un taller de picapedrers amb estructura eclèctica. En aquesta fase es desmantella l'antic oratori de pedra, sobre els fonaments del qual es va construir l'ala nord del transsepte amb el un parell de capelles i, en part, el cor amb l'absis poligonal. Cap al 1300, l'església i l'ala oriental del monestir de Cârța ja estaven acabades, les obres d'acabat i construcció de l'ala sud de l'abadia continuaren durant dues dècades més.
L'arquitecte i el taller de picapedrer, actius a Cârța després de la invasió mongola el 1241, van contribuir de manera important a la difusió de l'esperit i les formes de l'art gòtic a la Transsilvània del segle xiii. No obstant això, els tallers cistercencs de paletes, enviat a Transsilvània, probablement per iniciativa del Capítol General de l'Orde del Císter, van contribuir molt en l'evolució d'aquest procés, a la qual van ser esclavitzats una sèrie d'assentaments de Ţllaura Bârsei des 1240. Aquesta influència estilística sincrètica es pot copsar en una sèrie de monuments contemporanis, situats al sud de Transsilvània, per exemple a les esglésies evangèliques de Sebeș-Alba, Prejmer, Bartolomeu, Hărman, Cristian, la capella de Santa Caterina de Brașov a l'església evangèlica-luterana. a Hălm, però també al nord de Transsilvània a l'església del monestir minoritari de Bistrita o a l'església reformada de Sic.

## Les possessions del monestir
Un document emès el 29 de gener de 1322 pel rei Carol Robert d'Anjou d'Hongria (1308-1342) informa que el monestir cistercenc Cârța va ser esclavitzat a deu assentaments: Cârța (Kerch), Criț (Cruz), Meșendorf (Messendorf), Cloașterf (villa Nicholai), Apoș (villa Abbatis), Cisnădioara (monte sancti Micahelis), Feldioara (Feldwar), Colun (Colonia), Glâmboaca (Honrabah) i Cârța Românească (Kercz Olachorum). Després de mitjan segle xiii, a la seva immediata proximitat, a la riba dreta de l'Olt, el monestir cistercenc va fundar l'assentament de Cârța (germ. Kerz), també conegut amb l'antic nom de Cârța Săsească, i a la vall de Hârtibaciului, prop d'Agnita, va fundar la localitat Apoș (germ. Abtsdorf, Abbey Village). Ambdós assentaments eren poblats per saxons. L'abadia de Cârța va situar els colons alemanys al tombant dels segles xiii-xiv i al territori de l'antic sospir de Sighișoara, respectivament a les localitats de Criț (alemany. Deutsch-Kreuz; magh. Szászkeresztúr), Meșendorf (alemany Meschendorf; ung. Mese) i Cloașterf (alemany Klosterdorf; ung. Miklóstelke), així com a les localitats de Colun (alemany Columna; ung. Kellen) i Glâmboaca (alemany Hühnerbach; ung. Glimboka), al territori actual del comtat de Sibiu, així com Feldioara (germ. Marienburg; ung. Földvár), a l'actual territori del comtat de Brașov, tot situat a la riba dreta de l'Olt.

## Galeria d'imatges

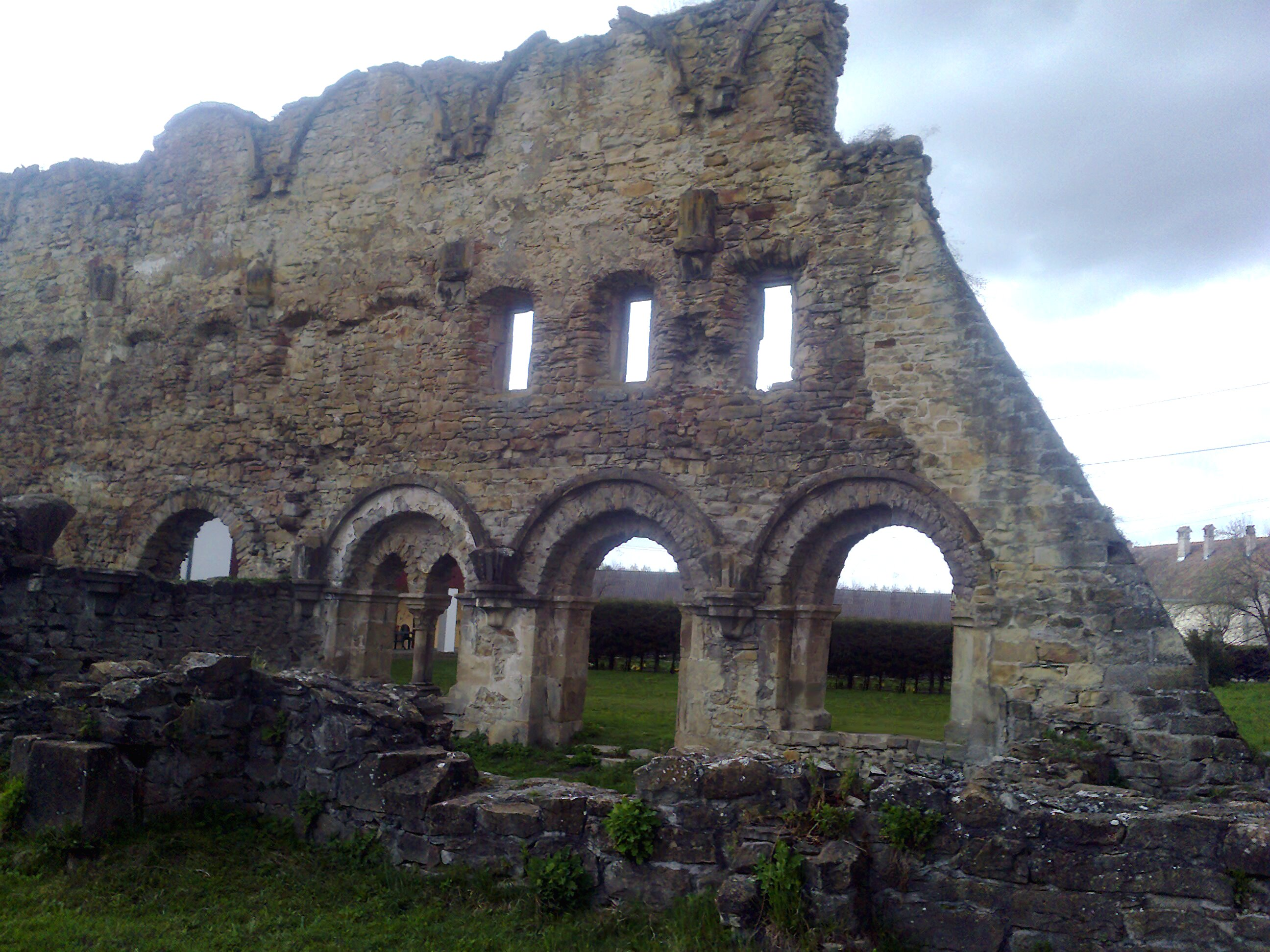
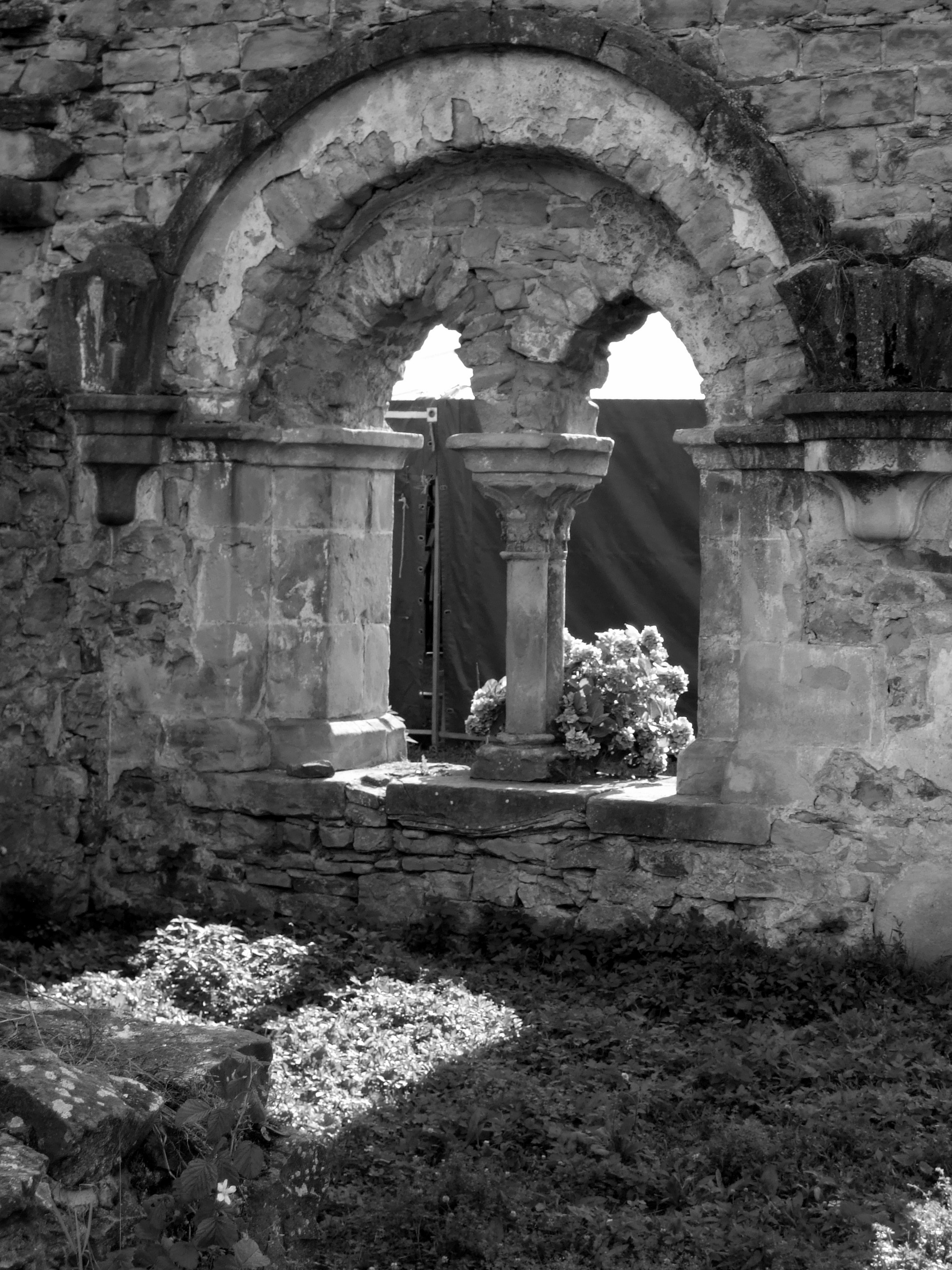
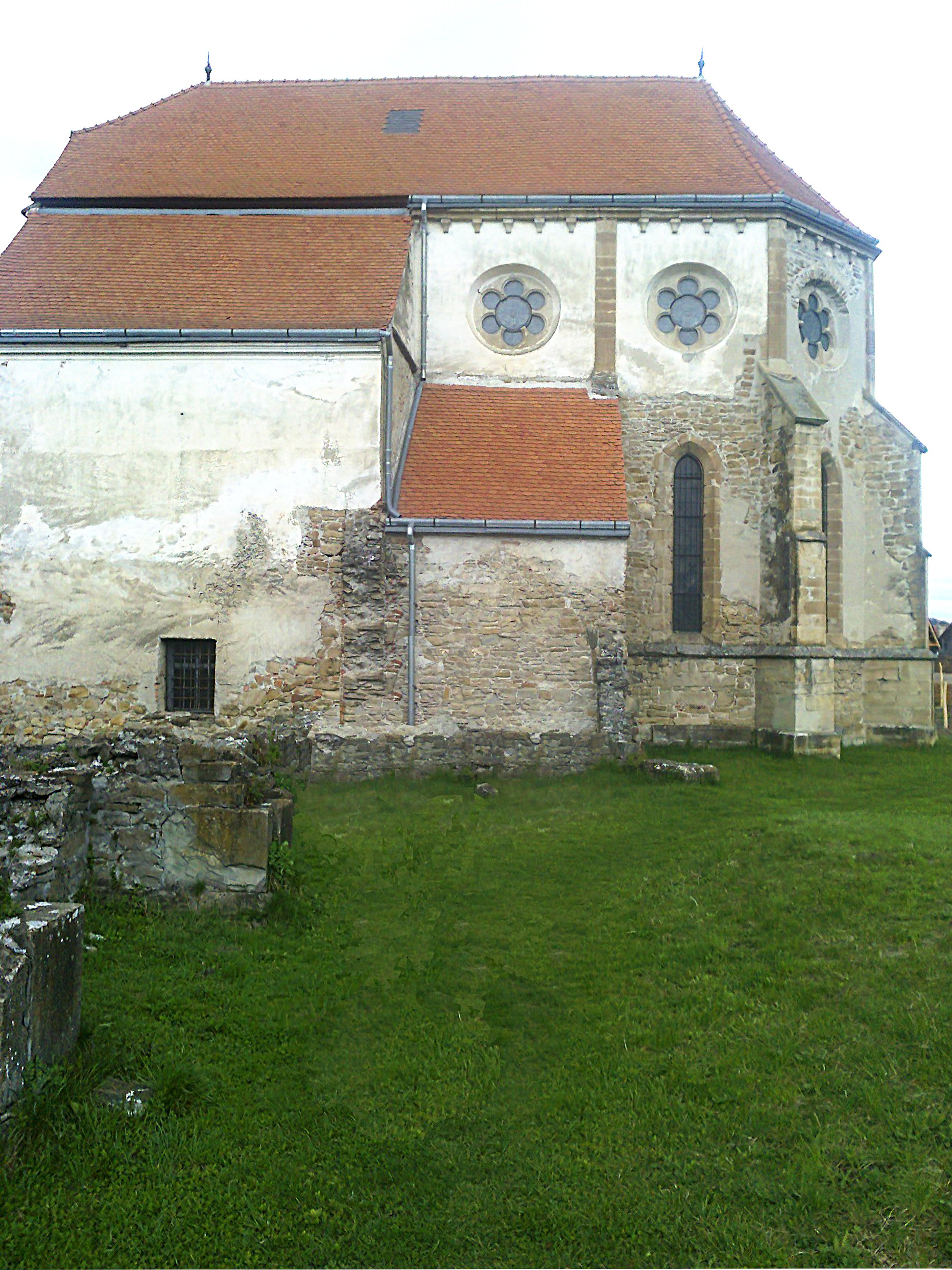
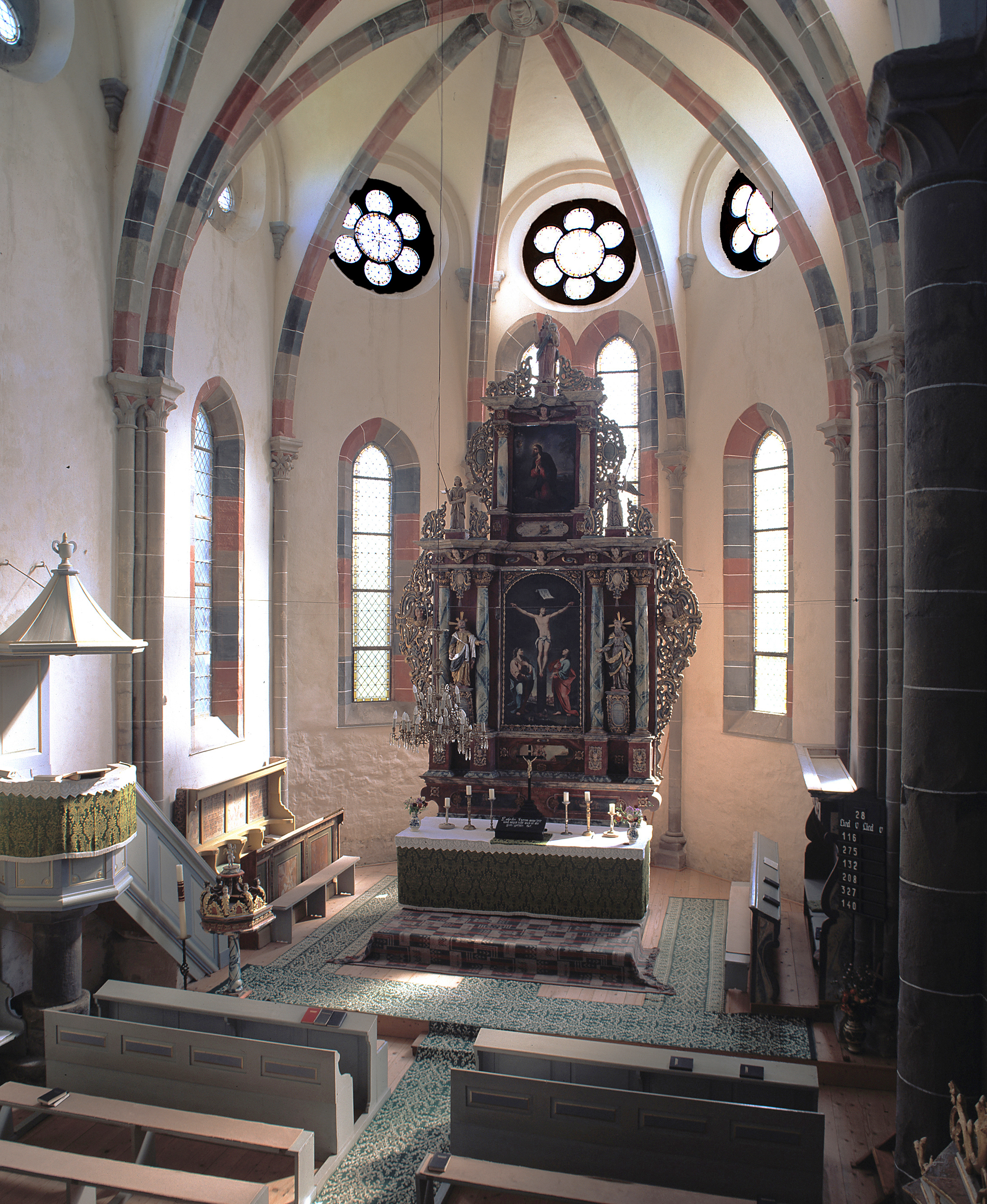
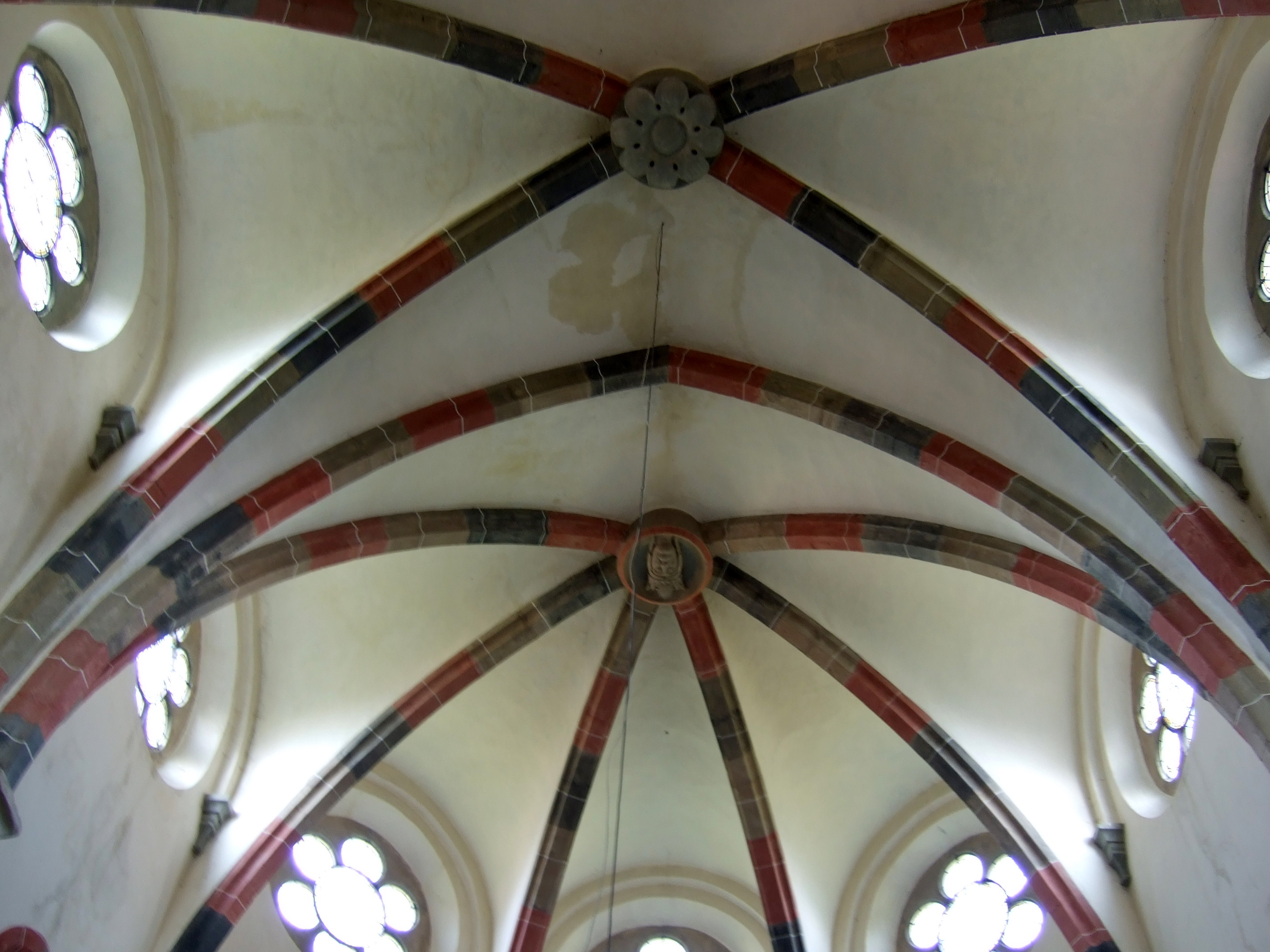